# Sânger
Sânger là một xã thuộc hạt Mureș, România. Dân số thời điểm năm 2002 là 2530 người.